# Krasznoborszk
Krasznoborszk (oroszul: Красноборск) falu Oroszország Arhangelszki területén, a Krasznoborszki járás székhelye.
Lakossága: 4771 fő (a 2010. évi népszámláláskor).

## Elhelyezkedése
Az Arhangelszki terület délkeleti részén, az Északi-Dvina bal partján, az Uftyuga folyó torkolatával szemben terül el. Itt halad át az Északi-Dvina völgyében Arhangelszk felé vezető Kotlasz–Bereznyik országút. Távolsága Arhangelszktől országúton 535 km, a legközelebbi várostól, Kotlasztól kb. 55 km. 

## Története

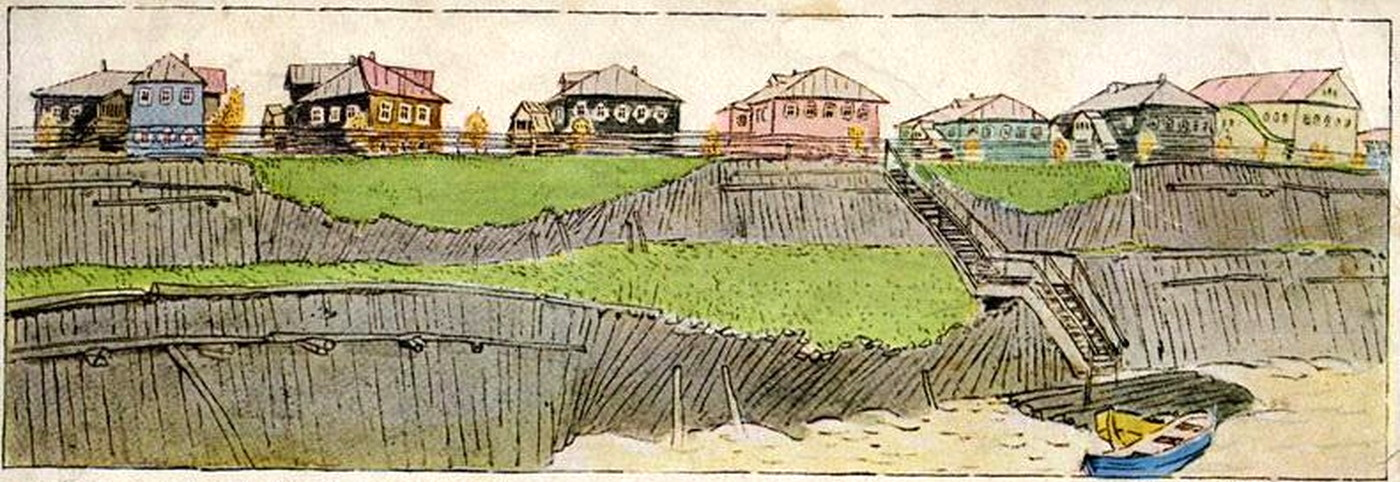
Igor Grabar: Krasznoborszk város (1917 előtt
)

Az első írott híradások a faluról 1620-as évekből valók. 1780-ban városi rangot kapott. A 19. században híresek voltak évente négy alkalommal rendezett vásárai. 1858-ban kezdte meg működését az Északi-Dvinai Folyami Gőzhajózási Társaság, ami elősegítette a kereskedelem fejlődését. 
Története során kétszer, 1834-ben és az 1910-es években csaknem teljesen leégett. A szovjet időszakban, az 1920-as évek átszervezései során a település városi rangját megszüntették. A főutcán és a rakparton fennmaradtak a régi kisvárosi kereskedőcsaládok egyemeletes lakóházai.
Gazdasági életének alapja a fakitermelés. A mezőgazdaságban a tej- és húsirányú állattenyésztés, illetve a burgonyatermesztés uralkodó.